# Yukari Kinga
Yukari Kinga (Yokohama, 2 de mayo de 1984) es una futbolista japonesa que juega como lateral en el INAC Kobe Leonessa en la Nadeshiko League. 

## Trayectoria
Kinga comenzó su carrera en 2003 en el NTV Beleza, y en 2005 debutó con la selección japonesa. En 2007 jugó el Mundial por primera vez. En 2008 marcó su primer gol con Japón, en los Juegos Olímpicos de Pekín.
En 2011 se proclamó campeona del Mundial y fichó por el INAC Leonessa, y en 2012 ganó una medalla olímpica de plata en los Juegos de Londres. En 2014 dejó la Nadeshiko League y fichó por el Arsenal inglés, y en enero de 2015 retorna al INAC Leonessa.